# Andorra - Serra d'Arcs
Andorra-Serra d'Arcs és una de les comarques de l'Aragó formada pels municipis d'Alacón, Alloza, Andorra, Ariño, Crivillén, Ejulve, Estercuel, Gargallo i Oliete.